# Кубок Швеции по футболу 1942
Кубок Швеции по футболу 1942 (швед. Svenska cupen i fotboll 1942) — 2-й розыгрыш Кубка Швеции по футболу.

## Квалификационный раунд
| Хозяева         | Счёт       | Гости           |
| --------------- | ---------- | --------------- |
| Эребру          | 2:1        | Мутала          |
| Хаммарбю        | 4:1        | Сити            |
| Карлстад        | 2:5        | Эребру ИК       |
| Лудвика         | 4:3 (д.в.) | Сириус          |
| Нюбру           | 3:1        | Карлскруна      |
| Отвидаберг      | 2:3        | Слейпнер        |
| Уддевалла       | 2:5        | Биллингсфорс    |
| Юсне            | 3:0        | Эртаколониен    |
| Верданди        | 3:2        | Юргорден        |
| Хальмия         | 1:3        | Хальмстад       |
| Тидахольм       | 2:4        | Лундбю          |
| Веста           | 2:2 (д.в.) | Вестерос        |
| Халльстахаммарс | 0:1        | Авеста          |
| Улуфстрём       | 4:2 (д.в.) | Хускварна       |
| Сундсвалль      | 6:3        | Браге           |
| Висбю ИФ        | 0:8        | ИФК Эскильстуна |

### Переигровка
| Хозяева  | Счёт | Гости |
| -------- | ---- | ----- |
| Вестерос | 3:1  | Веста |

## Первый раунд
| Хозяева       | Счёт       | Гости           |
| ------------- | ---------- | --------------- |
| Гётеборг      | 0:2        | Дегерфорс       |
| ИФК Эстерсунд | 0:6        | Биллингсфорс    |
| Слейпнер      | 5:0        | Хольмсунд       |
| Реймерсхольмс | 3:1        | Горда           |
| Эребру ИК     | 3:6        | ИФК Эскильстуна |
| Буден         | 1:2        | Домшё           |
| Эльфсборг     | 3:1        | Норрчёпинг      |
| Авеста        | 2:0 (д.в.) | Вестерос        |
| Хальмстад     | 3:1        | АИК             |
| Хельсингборг  | 6:0        | Сундсвалль      |
| Сандвикен     | 1:5        | Юсне            |
| Лудвика       | 2:1        | Нюбру           |
| Верданди      | 4:6 (д.в.) | ГАИС            |
| Лундбю        | 4:3 (д.в.) | Хаммарбю        |
| Улуфстрём     | 2:1        | Ландскруна      |
| Мальмё        | 3:1        | Эребру          |

## Второй раунд
| Хозяева         | Счёт       | Гости        |
| --------------- | ---------- | ------------ |
| ГАИС            | 2:1 (д.в.) | Авеста       |
| Слейпнер        | 3:2 (д.в.) | Лудвика      |
| Дегерфорс       | 4:1 (д.в.) | Хельсингборг |
| ИФК Эскильстуна | 4:1        | Мальмё       |
| Домшё           | 2:5 (д.в.) | Эльфсборг    |
| Юсне            | 3:2        | Улуфстрём    |
| Биллингсфорс    | 2:0        | Лундбю       |
| Реймерсхольмс   | 1:5        | Хальмстад    |

## 1/4 финала
| Хозяева         | Счёт | Гости        |
| --------------- | ---- | ------------ |
| ГАИС            | 6:1  | Дегерфорс    |
| Эльфсборг       | 8:1  | Биллингсфорс |
| Хальмстад       | 4:1  | Слейпнер     |
| ИФК Эскильстуна | 3:1  | Юсне         |

## 1/2 финала
| Хозяева         | Счёт | Гости     |
| --------------- | ---- | --------- |
| ИФК Эскильстуна | 1:2  | Эльфсборг |
| ГАИС            | 3:1  | Хальмстад |

## Финал
Финальный матч состоялся 18 октября 1942 года на стадионе «Росунда» в Стокгольме
| ГАИС                 | 2:1      | Эльфсборг          |
| -------------------- | -------- | ------------------ |
| - Шён 27′ - Линд 72′ | Протокол | - Эмануэльссон 31′ |